# Gaiarine
Gaiarine és un municipi italià, dins de la província de Treviso. L'any 2007 tenia 6.201 habitants. Limita amb els municipis de Brugnera (PN), Codognè, Cordignano, Fontanelle, Godega di Sant'Urbano, Mansuè, Orsago, Portobuffolé i Sacile (PN).

## Administració
| Període | Identitat    | Partit      |
| ------- | ------------ | ----------- |
| 2008-   | Loris Sonego | Centredreta |